# ميريديان (نيويورك)
ميريديان (بالإنجليزية: Meridian, New York)‏ هي معلم جغرافي تقع في الولايات المتحدة في مقاطعة كايوغا، نيويورك. يقدر عدد سكانها بـ 309 نسمة ومساحتها 1.8 كم2 وترتفع عن سطح البحر 138 متر.

## التركيبة السكانية
حدّد مكتب تعداد الولايات المتحدة بيانات التركيبة السكانية لميريديان في تعداد الولايات المتحدة. في ما يلي، التركيبة السكانية حسب تعدادي 2000 و2010.

### تعداد عام 2000
بلغ عدد سكان ميريديان 350 نسمة بحسب تعداد عام 2000، وبلغ عدد الأسر 118 أسرة وعدد العائلات 91 عائلة مقيمة في القرية. في حين سجلت الكثافة السكانية 195.5 نسمة لكل كيلومتر مربع (506.3/ميل2). وبلغ عدد الوحدات السكنية 120 وحدة بمتوسط كثافة قدره 67 لكل كيلومتر مربع (173.5/ميل2).
وتوزع التركيب العرقي للقرية بنسبة 97.43% من البيض و0.57% من الأمريكيين الأصليين و2% من عرقين مختلطين أو أكثر و1.14% من الهسبانيون أو اللاتينيون من أي عرق.
بلغ عدد الأسر 118 أسرة كانت نسبة 42.4% منها لديها أطفال تحت سن الثامنة عشر تعيش معهم، وبلغت نسبة الأزواج القاطنين مع بعضهم البعض 61% من أصل المجموع الكلي للأسر، ونسبة 10.2% من الأسر كان لديها معيلات من الإناث دون وجود شريك، بينما كانت نسبة 5.9% من الأسر لديها معيلون من الذكور دون وجود شريكة وكانت نسبة 22.9% من غير العائلات. تألفت نسبة 17.8% من أصل جميع الأسر من عدة أفراد يعيشون في نفس المنزل ونسبة 6.8% كانت تتألف من شخص يعيش بمفرده يبلغ من العمر 65 عاماً أو أكثر. وبلغ متوسط حجم الأسرة المعيشية 2.97، أما متوسط حجم العائلات فبلغ 3.34.
بلغ العمر الوسطي للسكان 33.7 عاماً. وكانت نسبة 31.4% من القاطنين تحت سن الثامنة عشر، وكانت نسبة 8% بين الثامنة عشر والرابعة والعشرين عاماً، ونسبة 29.1% كانت واقعةً في الفئة العمرية ما بين الخامسة والعشرين والرابعة والأربعين عاماً، ونسبة 19.1% كانت ما بين الخامسة والأربعين والرابعة والستين، ونسبة 12.3% كانت ضمن فئة الخامسة والستين عاماً فما فوق. يوجد لكل 100 أنثى 105.9 ذكر، ويوجد لكل 100 أنثى في الثامنة عشر من عمرها فما فوق 96.7 ذكر.
بلغ متوسط دخل الأسرة في القرية 41,250 دولارًا، أما متوسط دخل العائلة فبلغ 48,250 دولارًا. وكان متوسط دخل الذكور 35,313 دولارًا مقابل 25,125 دولارًا للإناث. وسجل دخل الفرد الخاص بالقرية 15,567 دولارًا. وكانت نسبة 5.5% من العائلات ونسبة 9.4% من السكان تحت خط الفقر، وكان من هؤلاء نسبة 10.5% تحت سن الثامنة عشر ونسبة 5.7% في الخامسة والستين من العمر وما فوق.

### تعداد عام 2010
بلغ عدد سكان ميريديان 309 نسمة بحسب تعداد عام 2010، وبلغ عدد الأسر 104 أسرة وعدد العائلات 84 عائلة مقيمة في القرية. في حين سجلت الكثافة السكانية 172.6 نسمة لكل كيلومتر مربع (447.0/ميل2). وبلغ عدد الوحدات السكنية 113 وحدة بمتوسط كثافة قدره 63.1 لكل كيلومتر مربع (163.4/ميل2).
وتوزع التركيب العرقي للقرية بنسبة 95.79% من البيض و0.32% من الأمريكيين الأصليين و1.62% من الأعراق الأخرى و2.27% من عرقين مختلطين أو أكثر و2.27% من الهسبانيون أو اللاتينيون من أي عرق.
بلغ عدد الأسر 104 أسرة كانت نسبة 39.4% منها لديها أطفال تحت سن الثامنة عشر تعيش معهم، وبلغت نسبة الأزواج القاطنين مع بعضهم البعض 60.6% من أصل المجموع الكلي للأسر، ونسبة 13.5% من الأسر كان لديها معيلات من الإناث دون وجود شريك، بينما كانت نسبة 6.7% من الأسر لديها معيلون من الذكور دون وجود شريكة وكانت نسبة 19.2% من غير العائلات. تألفت نسبة 12.5% من أصل جميع الأسر من عدة أفراد يعيشون في نفس المنزل ونسبة 5.8% كانت تتألف من شخص يعيش بمفرده يبلغ من العمر 65 عاماً أو أكثر. وبلغ متوسط حجم الأسرة المعيشية 2.97، أما متوسط حجم العائلات فبلغ 3.26.
بلغ العمر الوسطي للسكان 38.4 عاماً. وكانت نسبة 29.1% من القاطنين تحت سن الثامنة عشر، وكانت نسبة 5.8% بين الثامنة عشر والرابعة والعشرين عاماً، ونسبة 23.9% كانت واقعةً في الفئة العمرية ما بين الخامسة والعشرين والرابعة والأربعين عاماً، ونسبة 28.2% كانت ما بين الخامسة والأربعين والرابعة والستين، ونسبة 12.9% كانت ضمن فئة الخامسة والستين عاماً فما فوق. وتوزع التركيب الجنسي للسكان بنسبة 50.8% ذكور و49.2% إناث.